# Vladajska Reka
Vladajska Reka (bulgariska: Владайска Река) är ett vattendrag i Bulgarien.   Det ligger i regionen Sofija-grad, i den västra delen av landet, 14 km nordost om huvudstaden Sofia.
Trakten runt Vladajska Reka består till största delen av jordbruksmark. Runt Vladajska Reka är det tätbefolkat, med 849 invånare per kvadratkilometer.